# Matthias Morsch
Matthias Morsch (* Ende des 15. Jahrhunderts in Ediger; † 19. September 1558 in Großlittgen) war ein deutscher Zisterzienser und der 36. Abt im Himmerod.

## Leben
Morsch, über dessen schulische Ausbildung nichts bekannt ist, absolvierte sein Noviziat im Kloster Himmerod. Im Zeitraum von 1527 bis 1533 war er Verwalter im Himmeroder Klosterhof in Andernach. Im Anschluss daran war er Kellner in Himmerod und am 9. Mai 1542 wurde er zum Abt gewählt. Den Vorsitz bei der Abtswahl hatten die Äbte Johannes von der Leyen von Heisterbach und Heinrich von Kleberg von Marienstatt. Seine Benediktion erhielt er durch den Trierer Erzbischof Ludwig von Hagen. Da die gotischen Gebäude im Kloster baufällig geworden waren, ließ Morsch das Sommerrefektorium, das Novizenhaus, einen Teil des Kreuzganges und auch die Fischteiche erweitern.
Nachdem er die wirtschaftlichen Verhältnisse im Kloster geordnet hatte, musste er im September des Jahres 1552 mit dem größten Teil des Konvents vor den im Erzstift Trier brandschatzenden Truppen des Markgrafen Albrecht Alcibiades von Brandenburg auf die Manderscheider Burgen fliehen. Während das Kloster von drei Mönchen vor Plünderungen bewacht wurde, musste Morsch längere Zeit warten, bis er in das Kloster zurückkehren konnte. Dort verstarb er im Jahre 1558. Vom späteren Nachfolger, dem Abt Robert Bootz, wurde Morsch für seine umsichtige Verwaltung gerühmt.